# مالکوم اسمیت مرسر
مالکوم اسمیت مرسر (انگلیسی: Malcolm Mercer؛ ۱۷ سپتامبر ۱۸۵۹ – ۳ ژوئن ۱۹۱۶) فرد نظامی اهل کانادا بود. وی همچنین برندهٔ جوایزی همچون نشان حمام شده‌است.